# Deelnemers UEFA-toernooien Letland
Onderstaande tabellen bevatten de deelnemers aan de UEFA-toernooien uit Letland.

## Mannen
NB Klikken op de clubnaam geeft een link naar het Wikipedia-artikel over het betreffende toernooi in het betreffende seizoen.
| Seizoen | Champions League    | Europacup II                                                      | UEFA Cup                         | Intertoto Cup       |
| ------- | ------------------- | ----------------------------------------------------------------- | -------------------------------- | ------------------- |
| 1992/93 | Skonto Riga         |                                                                   |                                  |                     |
| 1993/94 | Skonto Riga         | RAF Jelgava                                                       |                                  |                     |
| 1994/95 |                     | Olimpia Riga                                                      | Skonto Riga                      |                     |
| 1995/96 |                     | DAG Liepāja                                                       | RAF Jelgava Skonto Riga          |                     |
| 1996/97 |                     | Universitate Riga                                                 | Dinaburg Daugavpils Skonto Riga  | Daugava Riga        |
| 1997/98 | Skonto Riga ->      | Dinaburg Daugavpils                                               | Skonto Riga Dougava Riga         | Universitate Riga   |
| 1998/99 | Skonto Riga ->      | Metalurgs Liepāja                                                 | Skonto Riga Dougava Riga         | Dinaburg Daugavpils |
| Seizoen | Champions League    | UEFA Cup                                                          | Intertoto Cup                    |                     |
| 1999/00 | Skonto Riga ->      | Skonto Riga Metalurgs Liepāja FK Riga                             | FK Ventspils                     |                     |
| 2000/01 | Skonto Riga         | Metalurgs Liepāja FK Ventspils                                    | Dinaburg Daugavpils              |                     |
| 2001/02 | Skonto Riga         | Dinaburg Daugavpils FK Ventspils                                  | Metalurgs Liepāja                |                     |
| 2002/03 | Skonto Riga         | Metalurgs Liepāja FK Ventspils                                    | Dinaburg Daugavpils              |                     |
| 2003/04 | Skonto Riga         | Metalurgs Liepāja FK Ventspils                                    | Dinaburg Daugavpils              |                     |
| 2004/05 | Skonto Riga         | Metalurgs Liepāja FK Ventspils                                    | Dinaburg Daugavpils              |                     |
| 2005/06 | Skonto Riga         | Metalurgs Liepāja FK Ventspils                                    | Dinaburg Daugavpils              |                     |
| 2006/07 | Metalurgs Liepāja   | Skonto Riga FK Ventspils                                          | Dinaburg Daugavpils              |                     |
| 2007/08 | FK Ventspils        | Metalurgs Liepāja Skonto Riga                                     | Dinaburg Daugavpils              |                     |
| 2008/09 | FK Ventspils        | Metalurgs Liepāja JFK Olimps Riga                                 | FK Riga                          |                     |
| Seizoen | Champions League    | Europa League                                                     |                                  |                     |
| 2009/10 | FK Ventspils ->     | FK Ventspils Dinaburg FC Daugavpils Metalurgs Liepāja Skonto Riga |                                  |                     |
| 2010/11 | Metalurgs Liepāja   | FK Jelgava Skonto Riga FK Ventspils                               |                                  |                     |
| 2011/12 | Skonto Riga         | Daugava Daugavpils Metalurgs Liepāja FK Ventspils                 |                                  |                     |
| 2012/13 | FK Ventspils        | Daugava Daugavpils Metalurgs Liepāja Skonto Riga                  |                                  |                     |
| 2013/14 | Daugava Daugavpils  | Metalurgs Liepāja Skonto Riga FK Ventspils                        |                                  |                     |
| 2014/15 | FK Ventspils        | Daugava Daugavpils Daugava Riga FK Jelgava                        |                                  |                     |
| 2015/16 | FK Ventspils        | FK Jelgava Skonto Riga Spartaks Jūrmala                           |                                  |                     |
| 2016/17 | FK Liepāja          | FK Jelgava Spartaks Jūrmala FK Ventspils                          |                                  |                     |
| 2017/18 | Spartaks Jūrmala    | FK Jelgava FK Liepāja FK Ventspils                                |                                  |                     |
| 2018/19 | Spartaks Jūrmala -> | Spartaks Jūrmala FK Liepāja Riga FC FK Ventspils                  |                                  |                     |
| 2019/20 | Riga FC ->          | Riga FC FK Liepāja RFS Riga FK Ventspils                          |                                  |                     |
| 2020/21 | Riga FC ->          | Riga FC RFS Riga Valmieras FK FK Ventspils                        |                                  |                     |
| Seizoen | Champions League    | Europa League                                                     | Europa Conference League         |                     |
| 2021/22 | Riga FC             | 0                                                                 | FK Liepāja RFS Riga Valmieras FK |                     |

### Deelnames
Aantal seizoenen
| 22x Skonto Riga 22x FK Liepāja (inclusief DAG, 1x/Metalurgs, 16x) 22x FK Ventspils 12x Dinaburg FC (inclusief Dinaburg Daugavpils, 11x) 09x FK Jelgava (inclusief RAF, 2x/Universitate Riga, 2x) 05x FK Riga (inclusief Daugava Riga, 2x) | 04x FK Daugava Daugavpils 04x Riga FC 04x FK Spartaks Jūrmala 03x RFS Riga 01x Olimpia Riga 01x JFK Olimps Riga 02x Valmieras FK |

## Vrouwen
NB Klikken op de clubnaam geeft een link naar het Wikipedia-artikel over het betreffende toernooi in het betreffende seizoen.
| Seizoen          | Women's Cup        |
| ---------------- | ------------------ |
| 2001/02- 2008/09 | geen deelname      |
| Seizoen          | Champions League   |
| 2009/10- 2010/11 | geen deelname      |
| 2011/12          | Liepājas Metalurgs |
| 2012/13          | Skonto/Cerība      |
| 2013/14          | Liepājas Metalurgs |
| 2014/15          | Rīgas FS           |
| 2015/16          | Rīgas FS           |
| 2016/17          | Rīgas FS           |
| 2017/18          | Rīgas FS           |
| 2018/19          | Rīgas FS           |
| 2019/20          | Rīgas FS           |
| 2020/21          | Dinamo Riga        |
| 2021/22          | Rīgas FS           |

### Deelnames
07x Rīgas FS
02x FK Liepājas Metalurgs
01x Skonto/Cerība
01x FC Dinamo Riga
Albanië ·
Andorra ·
Armenië ·
Azerbeidzjan ·
België ·
Bosnië en Herzegovina ·
Bulgarije ·
Cyprus ·
Denemarken ·
Duitsland ·
Engeland ·
Estland ·
Faeröer ·
Finland ·
Frankrijk ·
Georgië ·
Gibraltar ·
Griekenland ·
Hongarije ·
Ierland ·
IJsland ·
Israël ·
Italië ·
Kazachstan ·
Kroatië ·
Kosovo ·
Letland ·
Liechtenstein ·
Litouwen ·
Luxemburg ·
Malta ·
Moldavië ·
Montenegro ·
Nederland ·
Noord-Ierland ·
Noord-Macedonië ·
Noorwegen ·
Oekraïne ·
Oostenrijk ·
Polen ·
Portugal ·
Roemenië ·
Rusland ·
San Marino ·
Schotland ·
Servië ·
Slovenië ·
Slowakije ·
Spanje ·
Tsjechië ·
Turkije ·
Wales ·
Wit-Rusland ·
Zweden ·
Zwitserland

Historie:
DDR ·
Joegoslavië ·
Saarland ·
Sovjet-Unie ·
Tsjecho-Slowakije